# Диэтиламинопропионилэтоксикарбониламинофенотиазин
Диэтиламинопропионилэтоксикарбониламинофенотиазин (лат. Diaethylaminopropyonylaethoxycarbonylaminophenothiazinum, род. Diaethylaminopropyonylaethoxycarbonylaminophenothiazini) — антиаритмическое лекарственное средство подгруппы IC. Известно под торговым названием «этацизин» (Аеthacizinum, род. Аеthacizini — либо Ethacizinum, Ethacizine, Ethacyzin, род. Ethacizini). Эффективно при наджелудочковых и желудочковых аритмиях.
Систематическое название — ethyl N-[10-[3-(diethylamino)propanoyl]phenothiazin-2-yl]carbamate. Этацизин является ω-аминоацильным производным фенотиазина, диэтиламиновым аналогом этмозина. Химическая формула — C22H27N3O3S.
Этацизин был синтезирован в НИИ фармакологии РАМН в начале 1980-х годов. По состоянию на 2020 год лекарственное средство производится фармацевтическим предприятием Olainfarm (Латвия).

## Фармакологическое действие
Относится к подгруппе IC антиаритмических средств («блокаторы натриевых каналов»), осуществляет выраженную блокаду натриевых каналов (и на внешней, и на внутренней поверхности клеточной мембраны); блокирует как быстрый входящий натриевый ток, так и медленный входящий кальциевый ток. Обладает местноанестезирующей и спазмолитической активностью.
Изучение влияния этацизина и этмозина на изменение спектральных характеристик вариабельности сердечного ритма показало, что в эксперименте с крысами этацизин вызывает существенное снижение вариабельности сердечного ритма, в то время как этмозин её не меняет.

## Использование
Используется при наджелудочковой и желудочковой экстрасистолии, при пароксизмах мерцания и трепетаниях предсердий, при желудочковой и наджелудочковой тахикардии, в том числе при синдроме Вольфа — Паркинсона — Уайта. Уменьшает максимально воспроизводимую частоту сокращений предсердий и желудочков. Обладает противоишемическими свойствами, способствует уменьшению зоны ишемии, увеличивает коронарный кровоток. После начала приёма лекарственного средства антиаритмический эффект обычно развивается в течение одного-двух дней.

## Противопоказания
Противопоказано использование лекарственного средства в постинфарктный период, при выраженной гипертрофии миокарда левого желудочка, при хронической сердечной недостаточности II и III функционального класса, при почечной и/или печеночной недостаточности, при беременности, грудном вскармливании, а также в возрасте до 18 лет. Диэтиламинопропионилэтоксикарбониламинофенотиазин нельзя принимать одновременно с другими антиаритмическими средствами подгрупп IС (лаппаконитина гидробромид, пропафенон, этмозин (морацизин)) и IA (аймалин, дизопирамид, прокаинамид, хинидин), поскольку в этом случае повышается риск аритмии.